# José García Toledo
Pour les articles homonymes, voir José García et García.
García  Toledo est un nom espagnol. Le premier nom de famille, en général paternel, est García ; le second, en général maternel, souvent omis, est Toledo.
José Wladimir García Toledo (né le 21 septembre 1991) est un coureur cycliste vénézuélien.

## Biographie
En début d'année 2016, José García se distingue en terminant sixième du Tour du Táchira, tout en remportant l'étape reine et le classement de la montagne. Au mois de juillet, il se classe deuxième du Tour du Venezuela, derrière Yonathan Monsalve.

## Palmarès et résultats

### Palmarès par année
- 2012
  - Clásico PDVSA Petrocedeño
- 2014
  - Clásico Virgen de La Candelaria
  - 3e étape du Tour de Santa Cruz de Mora
- 2016
  - 9e étape du Tour du Táchira
  - 2e du Tour du Venezuela
- 2022
  - 2e étape du Tour du Goiás
- 2023
  - 2e étape du Giro Dario Delai
  - 3e du Giro Dario Delai

### Classements mondiaux
| Année            | 2016 |
| ---------------- | ---- |
| UCI America Tour | 347e |